# خانه شقاقی
خانه مرحوم دکترسیاوش شقاقی مربوط به اواخر دوره قاجار است و در تهران، خیابان سعدی، شهید قائدی، هدایت سابق واقع شده و این اثر در تاریخ ۲۳ فروردین ۱۳۷۸ با شمارهٔ ثبت ۲۳۲۲ به‌عنوان یکی از آثار ملی ایران به ثبت رسیده است.